# 标准摩尔熵
标准摩尔熵（英語：standard molar entropy）指在标准状况（298.15 K，105Pa）下，1摩尔纯物质的规定熵，通常用符號S°表示，單位是J/(mol·K)（或作J·mol−1·K−1，讀作「焦耳每千克开尔文」）。與标准摩尔生成焓不同，標準莫耳熵是絕對的。

## 計算
热力学第三定律表明，純物質在絕對零度下形成的完整晶體的熵為0，據此可以算出物質的絕對熵。
假想純固体從0 K（絕對零度）開始加熱到T K，絶對零度熵為S0 = 0，則T K時物質的絕對熵ST與各溫度下的摩尔定压热容CP有以下關係：
{\displaystyle S_{T}=\int _{0}^{T}{\frac {C_{P}{\mbox{(s)}}}{T}}dT=\int _{0}^{T}C_{P}{\mbox{(s)}}d{\mbox{ln}}T}
也就是說，從0 K加熱到298.15 K（25℃）而其間不發生相變的固體，標準摩爾熵S°可由下式求出：
{\displaystyle S^{\circ }=\int _{0}^{298.15}{\frac {C_{P}{\mbox{(s)}}}{T}}dT}
但如果存在同質異像間的相變，還需要加上相變的熵變{\displaystyle \Delta S_{tr}={\frac {\Delta H_{tr}}{T_{tr}}}}。
0 K至298.15 K之間存在相變，例如發生熔化的情況下，需要加上熔化熵{\displaystyle \Delta S_{fus}={\frac {\Delta H_{fus}}{T_{fus}}}}：
{\displaystyle S^{\circ }=\int _{0}^{T_{fus}}{\frac {C_{P}{\mbox{(s)}}}{T}}dT+{\frac {\Delta H_{fus}}{T_{fus}}}+\int _{T_{fus}}^{298.15}{\frac {C_{P}{\mbox{(l)}}}{T}}dT}
而熔化後還發生汽化的情況下，除熔化熵外，還需要加上汽化熵{\displaystyle \Delta S_{vap}={\frac {\Delta H_{vap}}{T_{vap}}}}：
{\displaystyle S^{\circ }=\int _{0}^{T_{fus}}{\frac {C_{P}{\mbox{(s)}}}{T}}dT+{\frac {\Delta H_{fus}}{T_{fus}}}+\int _{T_{fus}}^{T_{vap}}{\frac {C_{P}{\mbox{(l)}}}{T}}dT+{\frac {\Delta H_{vap}}{T_{vap}}}+\int _{T_{vap}}^{298.15}{\frac {C_{P}{\mbox{(g)}}}{T}}dT}

## 常見物質的標準摩爾熵
对于水溶液中的阴阳离子，由于通常是将阳离子和阴离子作为整体进行测定的，所以单独的离子的标准摩尔熵是以氢离子的标准摩尔熵为0，在无限稀释状态的假想的1 mol kg−1的理想溶液计算的。
|                | 物質       | 化学式  | Sº / J mol−1K−1 |
| -------------- | ---------- | ------- | --------------- |
| 單原子分子     | 氦         | He(g)   | 126.150         |
| 單原子分子     | 氖         | Ne(g)   | 146.328         |
| 單原子分子     | 氢原子     | H(g)    | 114.713         |
| 單原子分子     | 氧原子     | O(g)    | 161.055         |
| 單原子分子     | 鈉原子     | Na(g)   | 153.712         |
| 雙原子分子     | 氫分子     | H2(g)   | 130.684         |
| 雙原子分子     | 氧分子     | O2(g)   | 205.138         |
| 雙原子分子     | 氟化氫     | HF(g)   | 173.779         |
| 雙原子分子     | 氯化氫     | HCl(g)  | 186.908         |
| 多原子分子     | 水蒸氣     | H2O(g)  | 188.825         |
| 多原子分子     | 氨氣       | NH3(g)  | 192.45          |
| 多原子分子     | 甲烷       | CH4(g)  | 186.264         |
| 液体、固体     | 水         | H2O(l)  | 69.91           |
| 液体、固体     | 氫氧化鈉   | NaOH(s) | 64.455          |
| 液体、固体     | 氯化鈉     | NaCl(s) | 72.13           |
| 離子（水溶液） | 氫離子     | H+(aq)  | 0               |
| 離子（水溶液） | 氫氧根離子 | OH−(aq) | −10.75          |
| 離子（水溶液） | 鈉離子     | Na+(aq) | 59.0            |
| 離子（水溶液） | 氯離子     | Cl−(aq) | 56.5            |